# 维图尔梅雷利斯
维图尔梅雷利斯是巴西圣卡塔琳娜州的一个市镇。总面积371.56平方公里，总人口5563人，人口密度15人/平方公里。